# Viktor Coj
Viktor Robertovič Coj (rus. Виктор Робертович Цой, kor. 빅토르 최), (Lenjingrad, 21. lipnja 1962. – Tukums pokraj Rige, 15. kolovoza 1990.) bio je jedan od najpoznatijih ruskih i sovjetskih rock-glazbenika 1980-ih godina, vođa rock-grupe "Kino".
15. kolovoza 1990., stradao je u prometnoj nezgodi na cesti Sloka–Talsi u Latviji.

## Životopis
Viktor Coj bio je jedini sin rusko-korejskog inženjera Roberta Maksimoviča, rođenog u Kazahstanu i ruske učiteljice Valentine Vasilijevne. Godine 1985. oženio je Marianne Coj, s kojom je imao sina Aleksandra.

### Kino
Godine 1982. objavio je prvi album "45", koji je snimio uz pomoć Borisa Grebenščikova, jednoga od pionira ruskog rocka. S novim albumom, pod naslovom "46", Coj je stekao slavu diljem SSSR-a. 
Godina 1987. bila je ključna za proboj grupe Kino. Izlazak njihovog sedmog albuma "Krvna grupa" ("Gruppa Krovi") pokreće "kinomaniju". Otvorenija politička klima u SSSR-u dozvoljava, da "Krvna grupa" postane album s anganžiranim kritičkim političkim pjesmama, ali i s rock glazbom do tada nepoznatom na prostoru SSSR-a. Većina pjesama na albumu bile su namijenjene mladima u Sovjetskom Savezu, govoreći im da preuzmu kontrolu i učine promjene unutar države. Coj je postao junak među mladima, a Kino najpopularnija sovjetska rock grupa ikad. U drugim sovjetskim republikama mladi su prevodili pjesme s izvornom ruskog na njihove materinje jezike. Tijekom sljedećih nekoliko godina, Coj se pojavljuje u nekoliko uspješnih filmova i putuje u SAD promovirati svoje filmove na filmskim festivalima. 
Iako je Coj bio velika zvijezda, živio je relativno običnim životom. Zadržao je svoj stari posao u kotlovnici stambene zgrade, čime je iznenadio mnoge. Volio je taj posao, a novac mu je trebao za rad grupe, jer nije dobivao novac od vlasti, a albumi su se uglavnom distribuirali besplatno. Godine 1988. i 1989. nastupao je na turneji u Italiji, Francuskoj i Danskoj. Vrhunac grupe Kino bio je koncert pred 62.000 ljudi na stadionu Lužniki u Moskvi.

### Smrt
Poginuo je u prometnoj nesreći u Latviji 15. kolovoza 1990., nakon što je vjerojatno zaspao za upravljačem automobila.

#### Nakon smrti
Viktor Coj i grupa Kino bili su začetnici ruskoga rocka te su otvorili vrata drugim ruskim rock-glazbenicima. Nakon smrti, Coj je postao legenda ruske glazbe i supkulture. U središtu Moskve u ulici Arbat nalazi se zid s grafitima posvećenima Viktoru Coju i grupi Kino. To je jedna od turističkih atrakcija u Moskvi. Slični zidovi s grafitima postoje i u Sankt Peterburgu, Habarovsku i Dnjipru.